# Commission linguistique des Palaos
La Commission linguistique des Palaos, créée après l'adoption d'un projet de loi par le Congrès national des Palaos, a pour but de « préserver et maintenir l'utilisation standardisée de la langue palao » en établissant des règles grammaticales et orthographiques.
La Commission linguistique est née à la suite de l'adoption de la loi adoptée par le Congrès national des Palaos, l'organe législatif des Palaos, en août 2009, après quoi le président Johnson Toribiong l'a promulguée le 18 août 2009. La Commission se compose de sept membres, dont six nommés par le président des Palaos en consultation avec le Congrès national, et un septième membre étant le directeur du programme d'enseignement du ministère de l'Éducation.